# Distrito de Dungarpur
Dungarpur (en hindi: डूंगरपुर) es un distrito de la India en el estado de Rajastán. Código ISO: IN.RJ.DU.
Comprende una superficie de 3770 km².
El centro administrativo es la ciudad de Dungarpur.

## Demografía
Según censo 2011 contaba con una población total de 1388906 habitantes, de los cuales 690 837 eran mujeres y 698 069 varones.